# نشست آینده جنبش دموکراسی ایران
نشست «آینده جنبش دموکراسی ایران» (انگلیسی: The future of Iran’s democracy movement) در روز جمعه ۲۱ بهمن ۱۴۰۱ (۱۰ فوریه ۲۰۲۳) با حضور ۸ چهره سرشناس مخالف جمهوری اسلامی در دانشگاه جورج تاون شهر واشینگتن برگزار شد.

## هدف‌ها
شرکت کنندگان در این نشست بر همبستگی و هم‌صدایی همه مخالفان حکومت جمهوری اسلامی برای عبور از آن و پذیرش تکثر نیروها تأکید کردند. همچنین اعلام شد «منشور همبستگی و سازماندهی» تدوین خواهد شد. متن این منشور با ۱۷ بند در ۱۹ اسفند ۱۴۰۱ (۱۰ مارس ۲۰۲۳) و با امضای حامد اسماعیلیون، نازنین بنیادی، رضا پهلوی، شیرین عبادی، مسیح علینژاد و عبدالله مهتدی با عنوان منشور همبستگی و سازماندهی (مهسا) منتشر شد. در متن این منشور بر حکمرانی دموکراتیک، حقوق بشر، کرامت انسانی، عدالت، صلح، پایداری محیط زیستی و شفافیت اقتصادی تأکید شده‌است.

## شرکت‌کنندگان
این نشست در پی تداوم خیزش ۱۴۰۱ ایران در آستانه سالگرد انقلاب ۱۳۵۷ با حضور:
- رضا پهلوی، فعال سیاسی
- حامد اسماعیلیون، دبیر وقت و سخنگوی انجمن خانواده‌های جانباختگان پرواز پی‌اس ۷۵۲
- نازنین بنیادی، فعال حقوق بشر و هنرپیشه
- مسیح علی‌نژاد، روزنامه‌نگار و فعال حقوق زنان، برگزار شد و در ادامه:
- شیرین عبادی، حقوقدان و برنده جایزه صلح نوبل
- گلشیفته فراهانی، هنرپیشه و فعال حقوق بشر
- علی کریمی، ملی‌پوش پیشین فوتبال ایران و فعال حقوق بشر
- عبدالله مهتدی، دبیرکل حزب کومله کردستان ایران با پیام‌های ویدیویی به آن پیوستند.[۲][۶][۷][۸][۹]